# Марс Бонфайр
Деннис Эдмонтон (англ. Dennis Edmonton, сценический псевдоним «Mars Bonfire»; 21 апреля 1943) — канадский рок-музыкант, гитарист и автор песен. Известен как соавтор сингла группы Steppenwolf — «Born to Be Wild».

## Карьера
Деннис Юджин Маккроэн родился в 1943 году, в провинции Онтарио, Канада. В начале 1960-х гг. Деннис и его брат Джерри взяли себе фамилию Эдмонтон. Во второй половине 1960-х гг. братья играли в группе The Sparrows, которая позже возьмёт себе название Steppenwolf. Другой участник The Sparrows Брюс Палмер вошёл в состав группы Buffalo Springfield.

## Сольная карьера
Позже Джерри стал барабанщиком Steppenwolf, а Деннис начал сольную карьеру и ушел с группы после ухода с группы Деннис в основном сотрудничал с Кимом Фоули сочинял и записывал песни для Фоули, а также артистов связанных с Фоули.
22 июня 2015 года Марс Бонфайр был награжден премией SOCAN за культурное возведение, на церемонии вручения наград SOCAN Awards 2015 в Торонто за песню«Born to be Wild».

## Личная жизнь
Бонфайр много лет много путешествовал по Южной Калифорнии. Он покорил все пики из Секции Сотни Пиков 25 раз. Газета Los Angeles Times отметила его «приветливость и гибкость» в качестве руководителя подобных походов.

## Дискография
Песни Марса Бонфайра, написанные для группы Steppenwolf
- «Born to Be Wild» (Steppenwolf, 1968)
- «Faster Than The Speed of Life» (The Second, 1968)
- «Ride with Me» (For Ladies Only, 1971)
- «Tenderness» (For Ladies Only, 1971)
- «The Night Time’s for You» (co-write w/Morgan Cavett, For Ladies Only, 1971)
- «Caroline (Are You Ready for the Outlaw World)» (Hour of the Wolf, 1975)

Сольные альбомы:
- Mars Bonfire (1968)[7]
- Faster Than the Speed of Life (1969)[8]